# Ischalis ziczac
Ischalis ziczac är en fjärilsart som beskrevs av Felder 1874. Ischalis ziczac ingår i släktet Ischalis och familjen mätare. Inga underarter finns listade i Catalogue of Life.